# كارلو سولدو
كارلو سولدو (بالإيطالية: Carlo Soldo)‏ هو مدرب كرة قدم ولاعب كرة قدم إيطالي في مركز الدفاع، ولد في 13 أبريل 1942 في Genivolta ‏ في إيطاليا. لعب مع إنتر ميلان ونادي برو فيرتشيلي ونادي تريستينا ونادي فاريسي ونادي لاتسيو ونادي مونزا ونادي نوفارا.